# Онгене, Габриэль
Габриэль Абуди Онгене (род. 25 февраля 1989, Дуала) — камерунская футболистка, нападающий московского ЦСКА и сборной Камеруна.

## Карьера
В камерунском чемпионате играла в составе команд «Канон Яунде» и «Лувес Минипрофф».
В 2012 году играла в первом дивизионе России в составе калининградской «Альфы».
С 2015 года играла в химкинской «Россиянке». В составе команды стала вице-чемпионкой России 2015 года, чемпионкой России 2016 года, двукратной финалисткой Кубка России (2015, 2016). Два сезона была лучшим бомбардиром «Россиянки». С 2017 года выступает за ЦСКА, обладательница Кубка России 2017, 2022 и 2023 года, чемпионка России 2019 и 2020 годов, серебряный призёр чемпионата 2021, 2022, 2023 и 2024 года. Является лучшим бомбардиром армейской команды (62 мячей (59 в Чемпионате + 3 в Кубке)) и провела больше всех матчей за ЦСКА (184 матча (151 в Чемпионате + 25 в Кубке + 4 в Суперкубке + 4 в Еврокубках)) — на момент окончания сезона 2024.
С 2008 года привлекается в сборную Камеруна. В её составе принимала участие в Олимпиаде 2012 года в китайском Пекине, а также в чемпионате мира 2015 года в Канаде. Бронзовый (2012) и серебряный (2014) призёр чемпионата Африки. Победитель (2011) и серебряный призёр (2015) Африканских игр.
На мировом первенстве 2019 года, которое проходило во Франции, Габриэль во втором матче сборной Камеруна против сборной Нидерландов забила гол на 43-й минуте, но это не помогло её команде уйти от поражения — 1:3.